# Lena Dunham

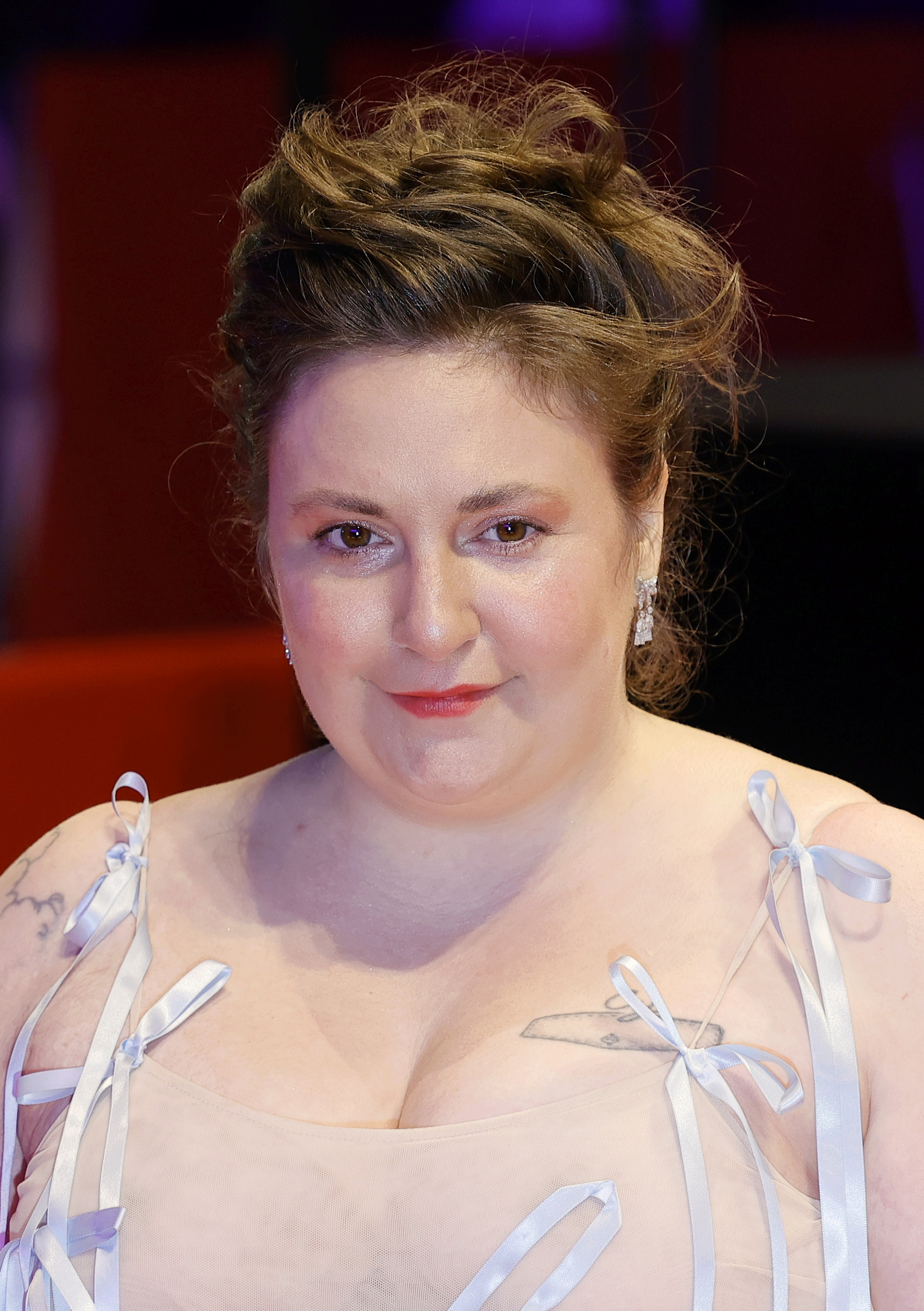
Lena Dunham (2024)

Lena Dunham (* 13. Mai 1986 in New York City) ist eine US-amerikanische Schauspielerin, Filmproduzentin, Filmregisseurin, Schriftstellerin und Drehbuchautorin. Bekannt wurde sie durch ihre Fernsehserie Girls, die mit zwei Golden Globe Awards ausgezeichnet wurde und einige Emmy-Nominierungen bekam. Für ihre Arbeit an der Serie Girls wurde Dunham 2013 als erste Frau mit dem Directors Guild of America Award für die beste Comedyserie ausgezeichnet. Im selben Jahr wurde Dunham vom Time-Magazine als einer der 100 einflussreichsten Menschen der Welt genannt. Im Jahr 2014 veröffentlichte Dunham ihr erstes Buch Not That Kind of Girl: Was ich im Leben so gelernt habe.

## Leben
Lena Dunham wurde in New York City geboren. Sie ist die Tochter des Malers Carroll Dunham und der Künstlerin und Fotografin Laurie Simmons. Ihr Vater ist protestantisch und ihre Mutter ist jüdisch; Dunham sagt, 
dass sie "viel Zeit in der Kirche verbracht" habe und sich "definitiv kulturell jüdisch fühle, obwohl das für eine jüdische Frau das größte Klischee ist." Ihr jüngeres Geschwister ist das Model und der mittlerweile nichtbinäre Politaktivist Cyrus Grace Dunham. Dunham bezeichnet ihre Erziehung als feministisch ausgeprägt. Seit dem Alter von neun Jahren ist sie in therapeutischer Behandlung. Mit elf Jahren wurde bei ihr eine Zwangsneurose diagnostiziert und mit 14 wurden ihr zum ersten Mal Psychopharmaka verabreicht. Dunhams Umgang mit ihrer psychischen Krankheit ist immer wieder Gegenstand ihrer Arbeit. Sie besuchte die Saint Ann’s School in Brooklyn und schloss 2008 ihr Studium in Kreativem Schreiben mit einem Bachelor am Oberlin College ab.
2019 gab Dunham bekannt, dass sie unter dem Ehlers-Danlos-Syndrom leidet, weswegen sie im Fall eines Schubes auf eine Gehhilfe angewiesen ist.
Seit 2021 ist sie mit dem britisch-peruanischen Musiker Luis Felber verheiratet.

### Künstlerische Karriere
Bereits 2009 debütierte sie mit der Tragikomödie Creative Nonfiction als Schauspielerin, Regisseurin und Drehbuchautorin. Doch war es der Spielfilm Tiny Furniture (2010), gedreht mit einem Kleinstbudget von 25.000 $, der ihre Karriere in Gang setzte. Sie gewann damit den Independent Spirit Award (bestes erstes Drehbuch), den New Generation Award der Los Angeles Film Critics Association und den Independent Visions Award am Sarasota Film Festival. Diese ersten Kritikererfolge ebneten ihr den Weg zu einem Vertrag mit HBO für die Fernsehserie Girls, bei der sie gleichzeitig als Produzentin, Drehbuchautorin, Regisseurin und Hauptdarstellerin mitwirkt. Dafür wurde sie bei der Primetime-Emmy-Verleihung 2012 für drei Emmys in den Kategorien Outstanding Lead Actress in a Comedy Series, Outstanding Directing in a Comedy Series und Outstanding Writing in a Comedy Series nominiert. 2013 gewann Dunham für Girls den Golden Globe Award als beste Serien-Hauptdarstellerin in einer Komödie oder einem Musical.
Dunham wurde stark von der jüdisch-amerikanischen Drehbuchautorin und Regisseurin Nora Ephron beeinflusst. Ephron schrieb Dunham eine spontane E-Mail, nachdem sie Tiny Furniture gesehen hatte. Bis zu Ephrons Tod im Jahre 2012 blieb sie Dunhams Mentorin und Freundin. Auf die Bitte eines Redakteurs, der von dieser engen Freundschaft wusste, verfasste Dunham einen Nachruf im Magazin The New Yorker. Aufgrund der Publikation von Seeing Nora Everywhere ermunterte David Remnick sie dazu, weiteres Material zur Publikation einzureichen, und im August 2012 erschien ihr erster Essay mit dem Titel First Love im New Yorker.
2014 veröffentlichte sie ihre Autobiographie mit dem Titel Not That Kind of Girl: A Young Woman Tells You What She’s “Learned”. In diesem Buch verarbeitet Dunham Psychotherapie, Nervenzusammenbrüche, ungesunde Beziehungen und fragwürdige persönliche Entscheidungen. Zu einem Skandal führte, dass sie dort mit Barry den Namen eines Republikaners angab, der sie zu Studienzeiten vergewaltigt haben soll. Eine Kennzeichnung für ein Pseudonym fand sich nicht, im Unterschied zu anderen Figuren des Buches, und die Beschreibung identifizierte eine Person, die sich und ihre Familie erheblichen Attacken ausgesetzt sah. Nach mehreren Wochen entschuldigte sich Dunham und gestand ein, diesen Mann nicht gemeint zu haben. Der Verlag verpflichtete sich dann, dies auch im Buch zu erläutern. Mittlerweile hat dies in den USA zu einer kontroversen Diskussion über den Umgang mit Vergewaltigungsvorwürfen geführt. Während die eine Seite die Anwürfe für Forderungen nach einem restriktiveren Sexualstrafrecht nutzt, sehen zahlreiche Medien durch diese Falschbeschuldigung auch die Glaubwürdigkeit Dunhams bei ihren weiteren Schilderungen stark in Zweifel gezogen.
Von 2015 bis 2018 gab Dunham zusammen mit ihrer Freundin und damaligen Showrunner Jennifer Konner die Publikation Lenny Letter, einen feministischen Online-Newsletter heraus.
2025 lief die von Dunham entwickelte Serie Too Much bei netflix an.

### Preise
- 2010:
  - New Generation Award (Tiny Furniture), Los Angeles Film Critics Association Awards
  - Independent Visions Award (Tiny Furniture), Sarasota Film Festival

- 2011:
  - Bestes erstes Drehbuch (Tiny Furniture), Independent Spirit Awards

- 2013:
  - Beste neue Serie (Girls), Writers Guild of America
  - Herausragende Regieleistung im Fach Komödie (Girls), Directors Guild of America
  - Herausragende Regieleistung im Fach Unterhaltung (Girls), Gracie Allen Awards
  - Beste Internationale TV-Serie (Girls), British Academy of Film and Television Arts Awards
  - Beste Schauspielerin in einer TV-Serie (Girls), Golden Globe Awards

### Rezeption
2013 zählt das Time Magazine Dunham zu den 100 weltweit einflussreichsten Personen. Im September 2014 würdigte das Magazin der New York Times Dunhams Schaffen mit einem umfangreichen Beitrag (Daum, 2014).

## Werke

### Filmografie
- 2006: Dealing (Kurzfilm)
- 2007: Una & Jacques (Kurzfilm)
- 2009: Creative Nonfiction
- 2010: Tiny Furniture
- 2011: The Innkeepers – Hotel des Schreckens (The Innkeepers)
- 2012: Immer Ärger mit 40 (This Is 40)
- 2012–2017: Girls (Fernsehserie, 62 Folgen)
- 2014: Happy Christmas
- 2015: Scandal (Fernsehserie, Folge 4x16)
- 2015: Sky: Der Himmel in mir (Sky)
- 2016: High Maintenance (Fernsehserie, Folge 1x05)
- 2017: American Horror Story (Fernsehserie, Folge 7x07)
- 2019: Once Upon a Time in Hollywood
- 2020: The Stand-In
- 2020: Industry (Fernsehserie, Folge 1x01, Regie)
- 2022: Sharp Stick
- 2022: Catherine, Lady wider Willen (Catherine Called Birdy)
- 2024: Treasure – Familie ist ein fremdes Land
- 2025: Too Much (Fernsehserie, 5 Folgen)

### Autobiografie
- Not That Kind of Girl: A Young Woman Tells You What She's "Learned". Random House, New York 2014, ISBN 978-0-8129-9499-5.

deutsch: Not that Kind of Girl. Was ich im Leben so gelernt habe. deutsch von Sophie Zeitz und Tobias Schnettler. Fischer, Frankfurt am Main 2014, ISBN 978-3-10-015356-2.